# Bel Air (песня)
«Bel Air» — сингл американской певицы и композитора Ланы Дель Рей, записанная для сборника «Paradise». Видеоклип на сингл был снят в одно время вместе с клипом на сингл «Summertime Sadness», и выпущен был в ноябре 2012 года на YouTube. Видеоклип получил много положительных отзывов от критиков. После выхода «Paradise», сингл был популярен в Великобритании и в Франции.

## История создания
Официальный видеоклип на сингл был выпущен 8 ноября 2012 год, а режиссёром выступил Кайл Ньюман, видеоклип на сингл был снят в то же время во время съёмок клипа на сингл «Summertime Sadness» для сборника Paradise. В кадре Лана Дель Рей, окутанная дымом на чёрном фоне, дым меняет цвет, розы, фиалки, все это присутствует в клипе. Лана стоит и кружится в кадре, окутанная дымом, в некоторых моментах видно, как Лана открывает рот, и напевает песню. Rolling Stone оценил сдвиг в личности Ланы, выставленный в видео балладой. PopCrush очень хвалит видеоклип, называя его «настоящим искусством», и обратил внимание на сравнения между работой Ланы Дель Рей и нео-нуар «Spinner films». AOL сказал: «Вот как мы представляем себе встречу с Ланой — шаг будет для нового видео „Bel Air“ Lana Del Rey».Сингл был написан в 2011 году Ланой Дель Рей и её близким другом Дэном Хитом.

## Саундтрек
Сингл «Bel Air» в качестве саундтрека прозвучал в короткометражном авторском фильме Ланы Дель Рей под названием «Tropico». Так же в короткометражке прозвучали синглы «Body Electric» и «Gods & Monsters». Синглы были написаны самой Ланой Дель Рей ещё для альбома «Paradise», но они так же прозвучали и в фильме. Премьера фильма состоялась в Голливуде 6 декабря 2013 года, презентацию посетило более 400 человек, а сама Лана выступила с речью. Она рассказала о создании фильма и записи треков. Интернет-релиз онлайн фильма состоялась 4 декабря 2013 года на музыкальном канале Vevo на YouTube. В фильм Лана сыграла Богородицу Марию и Еву, которую вместе с Адамом выгнали из Рая.

## Реакция критиков
Canada.com в лице критика Лии Колинз называет сингл «Bel Air» «жутким вальсом». С другой стороны, The Huffington Post уточнила, что синглы «Bel Air» и «Yayo» наполняют альбом, и являются самими лучшими треками на сборнике.

## Чартография
| Чарт (2012)                   | Высочайшая позиция |
| ----------------------------- | ------------------ |
| Франция (SNEP)                | 105                |
| UK (Official Charts Company)  | 184                |
| US Hot Rock Songs (Billboard) | 50                 |